# Phymatopteris incisocrenata
Phymatopteris incisocrenata là một loài thực vật có mạch trong họ Polypodiaceae. Loài này được Ching ex W.M. Chu & S.G. Lu mô tả khoa học đầu tiên năm 2000.